# Specie di Betula
Elenco delle Specie di Betula:

## A
- Betula alleghaniensis Britton

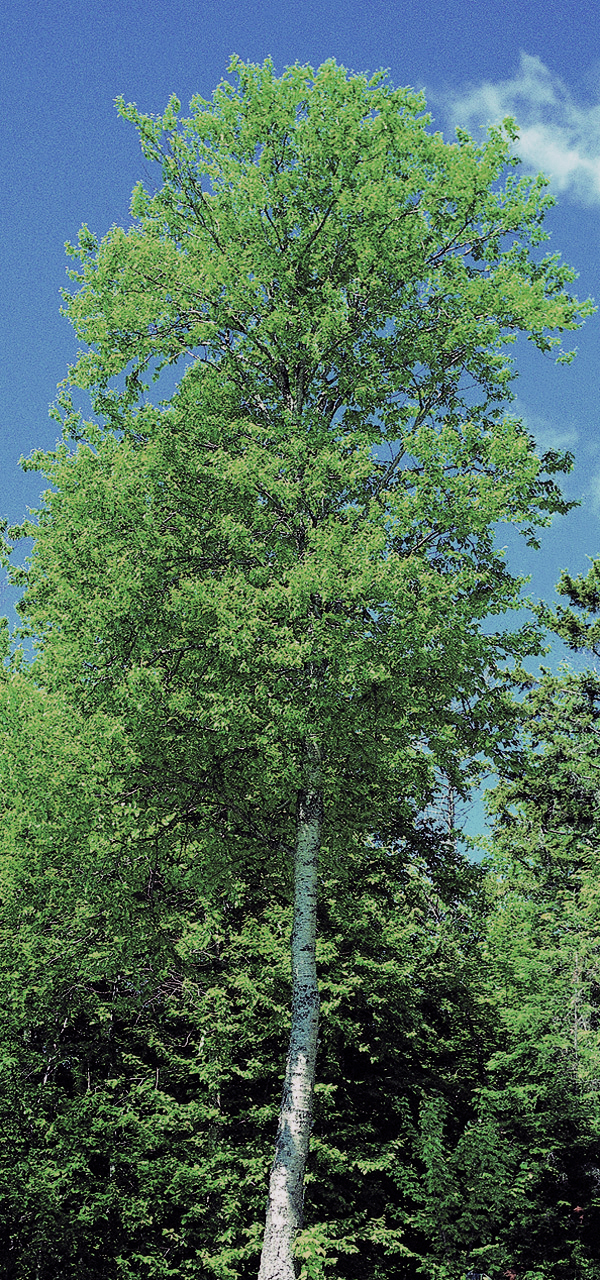
Betula alleghaniensis

- Betula alnoides Buch.-Ham. ex D.Don
- Betula ashburneri McAll. & Rushforth
- Betula × aurata Borkh.
- Betula × avatshensis Kom.

## B
- Betula baschkirica Tzvelev
- Betula bomiensis P.C.Li
- Betula × bottnica Mela

## C
- Betula × caerulea Blanch.
- Betula calcicola (W.W.Sm.) P.C.Li
- Betula celtiberica Rothm. & Vasc.
- Betula chichibuensis H.Hara
- Betula chinensis Maxim.
- Betula cordifolia Regel
- Betula coriaceifolia V.N.Vassil.
- Betula corylifolia Regel & Maxim.
- Betula costata Trautv.
- Betula cylindrostachya Lindl. ex Wall.

## D
- Betula dauurica Pall.
- Betula delavayi Franch.
- Betula × dosmannii McAll.
- Betula × dugleana Lepage
- Betula × dutillyi Lepage

## E

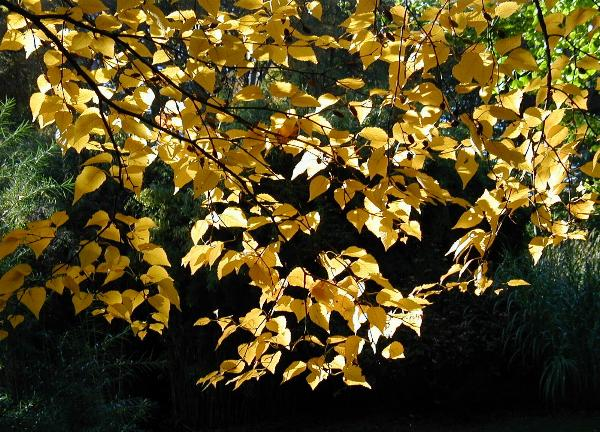
Betula ermanii

- Betula × eastwoodiae Sarg.
- Betula ermanii Cham.

## F
- Betula falcata V.N.Vassil.
- Betula fargesii Franch.
- Betula fruticosa Pall.

## G
- Betula glandulosa Michx.
- Betula globispica Shirai
- Betula gmelinii Bunge
- Betula grossa Siebold & Zucc.
- Betula gynoterminalis Y.C.Hsu & C.J.Wang

## H

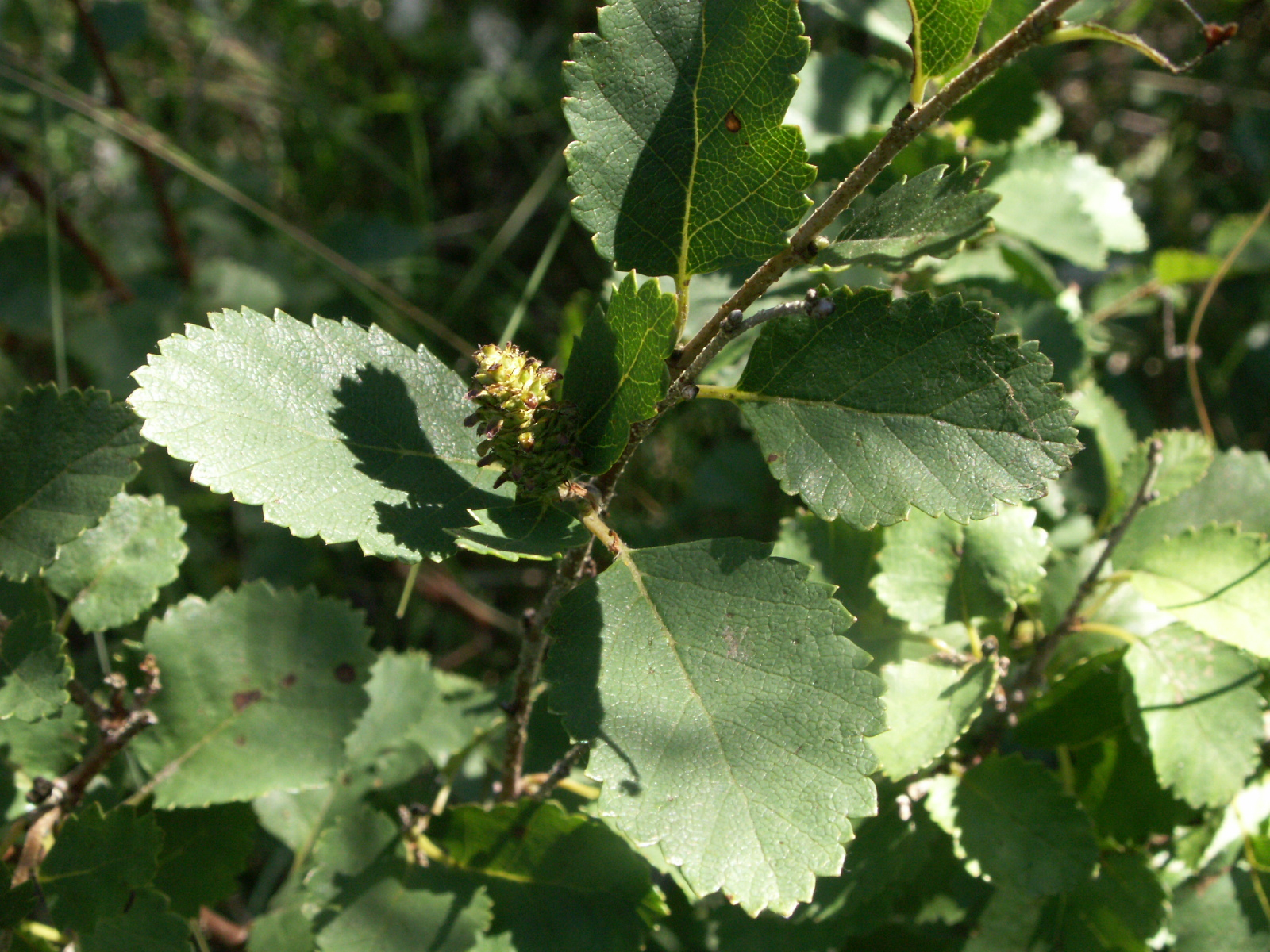
Betula humilis

- Betula hainanensis J.Zeng, B.Q.Ren, J.Y.Zhu & Z.D.Chen
- Betula × heptopotamica V.N.Vassil.
- Betula honanensis S.Y.Wang & C.L.Chang
- Betula × hornei E.J.Butler
- Betula humilis Schrank

## I
- Betula × intermedia (Hartm.) E.Thomas ex Gaudin

## J
- Betula × jackii C.K.Schneid.

## K
- Betula karagandensis V.N.Vassil.
- Betula klokovii Zaver.
- Betula kweichowensis Hu

## L

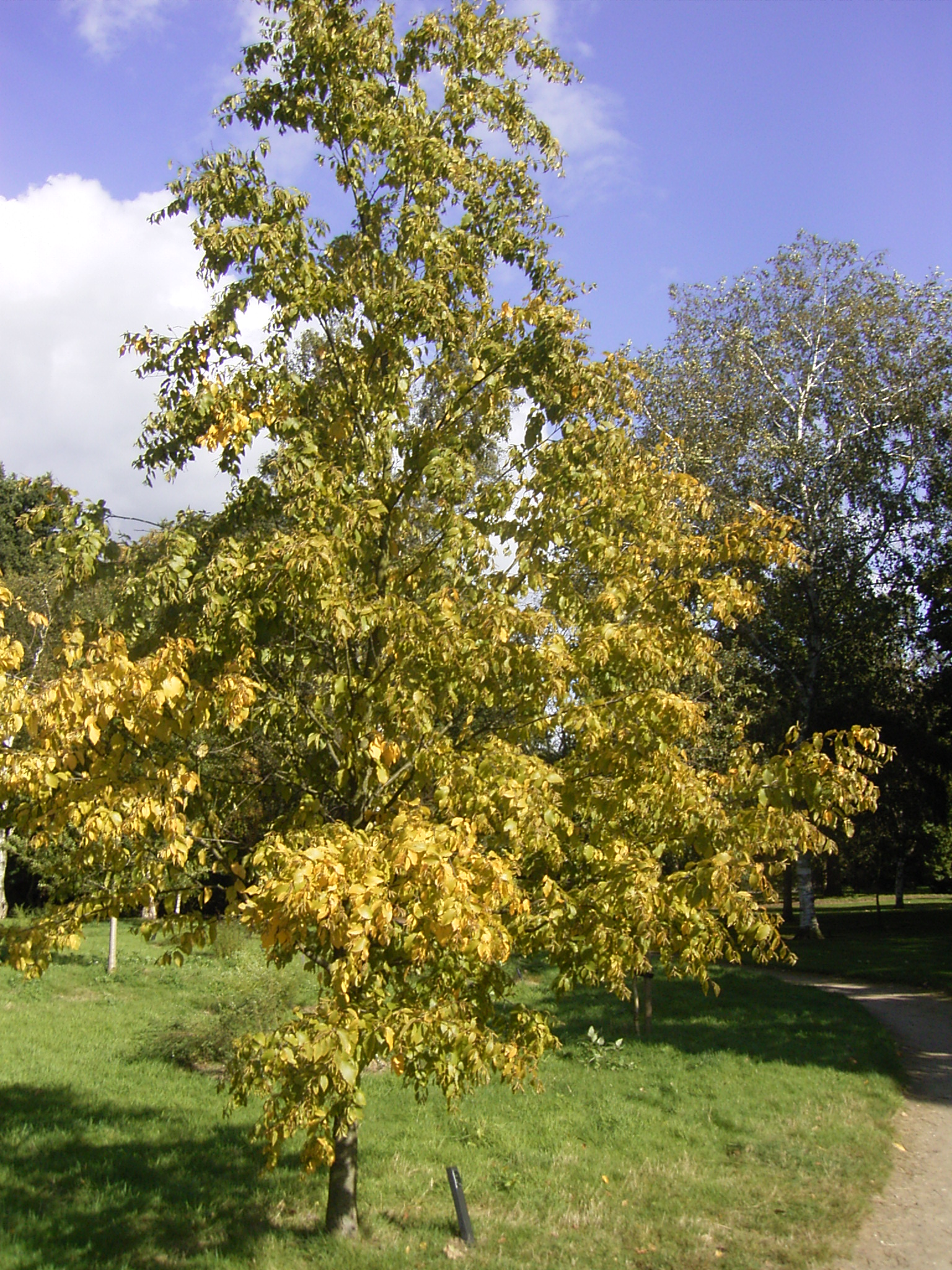
Betula lenta

- Betula lenta L.
- Betula luminifera H.J.P.Winkl.

## M
- Betula maximowicziana Regel
- Betula medwediewii Regel
- Betula megrelica Sosn.
- Betula michauxii Spach
- Betula microphylla Bunge
- Betula × minor (Tuck.) Fernald

## N
- Betula nana L.
- Betula nigra L.

## O
- Betula occidentalis Hook.

## P

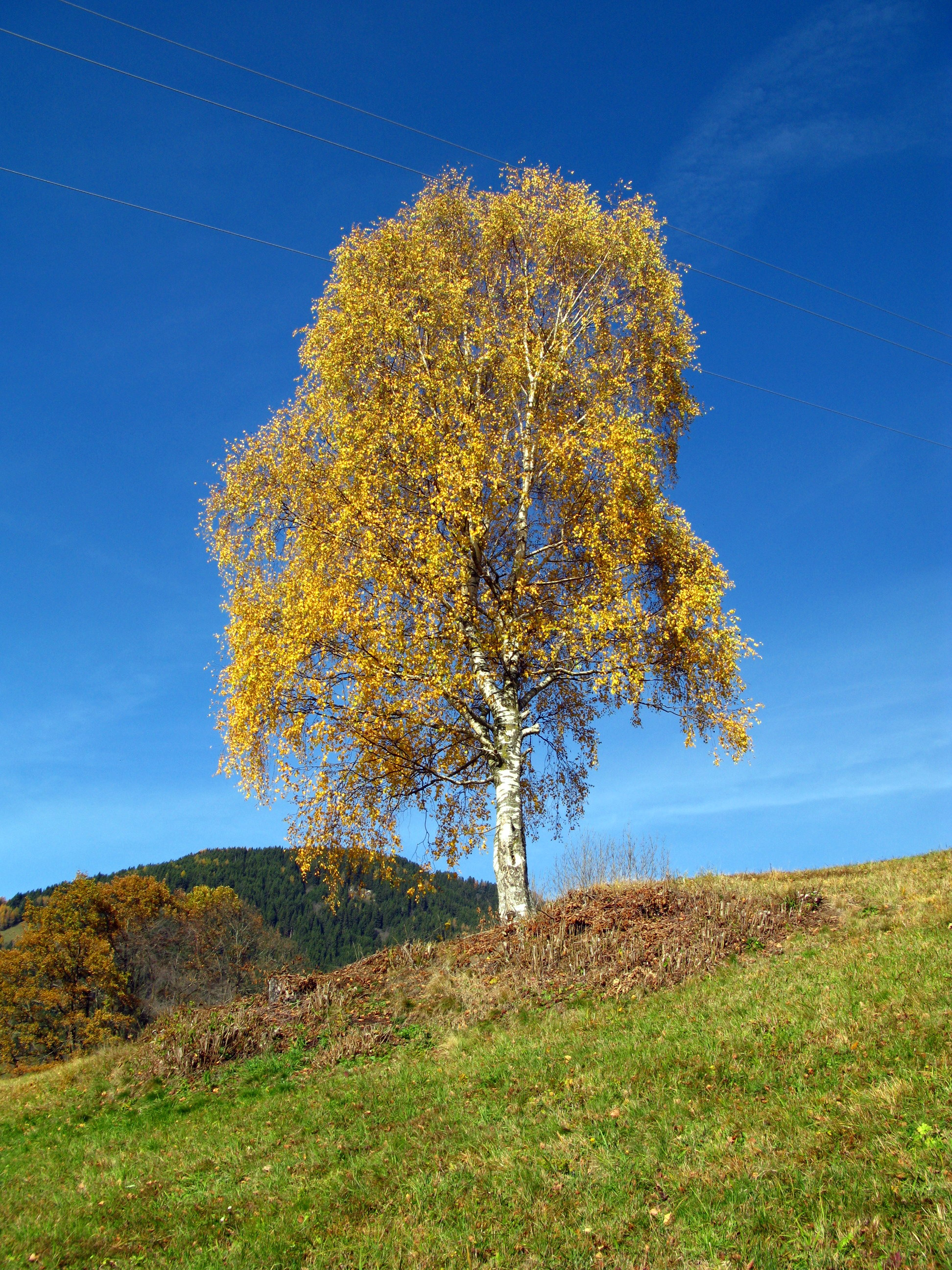
Betula pendula

- Betula papyrifera Marshall
- Betula × paramushirensis Barkalov
- Betula pendula Roth
- Betula × plettkei Junge
- Betula populifolia Marshall
- Betula potamophila V.N.Vassil.
- Betula potaninii Batalin
- Betula psammophila V.N.Vassil.
- Betula pubescens Ehrh.
- Betula pumila L.
- Betula × purpusii C.K.Schneid.

## R
- Betula raddeana Trautv.
- Betula × raymundii Lepage

## S
- Betula saksarensis Polozhij & A.T.Malzeva
- Betula × sandbergii Britton
- Betula × sargentii Dugle
- Betula saviczii V.N.Vassil.
- Betula schmidtii Regel
- Betula skvortsovii McAll. & Ashburner
- Betula sunanensis Y.J.Zhang

## T
- Betula tianschanica Rupr.

## U

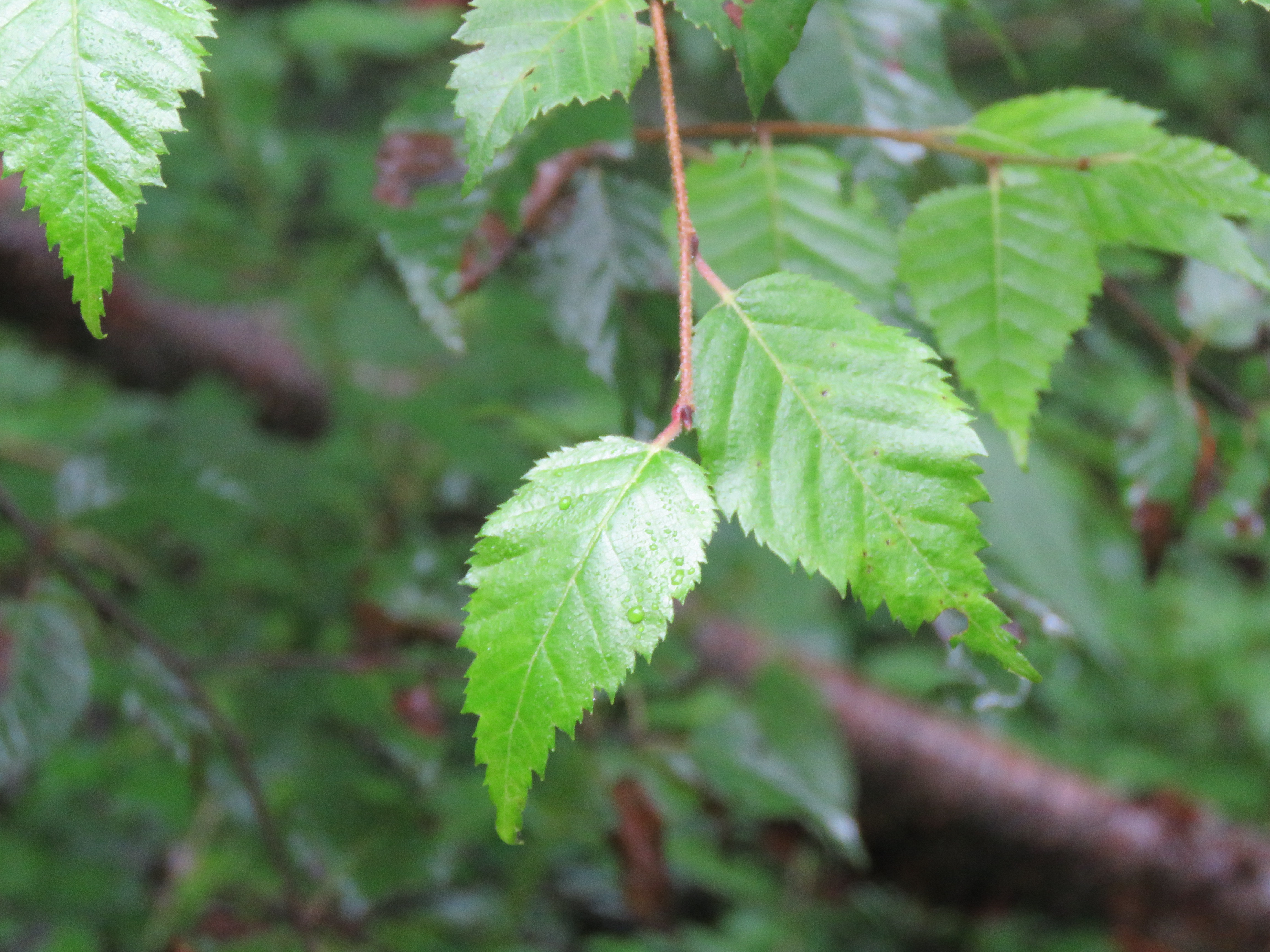
Betula utilis

- Betula × uliginosa Dugle
- Betula × utahensis Britton
- Betula utilis D.Don

## V
- Betula × vologdensis Tzvelev

## W
- Betula × winteri Dugle
- Betula wuyiensis J.B.Xiao

## Z
- Betula × zimpelii Junge
- Betula zinserlingii V.N.Vassil.